# Astragalus transnominatus
Astragalus transnominatus là một loài thực vật có hoa trong họ Đậu. Loài này được M.N.Abdull. miêu tả khoa học đầu tiên.